# レチノール結合蛋白
レチノール結合蛋白（レチノールけつごうたんぱく、英語: retinol-binding protein、RBP）は、脂溶性分子であるレチノール（ビタミンA）の血中での輸送を担うタンパク質である。
近年はレチノール結合蛋白4（RBP4）と呼ばれることも多い。

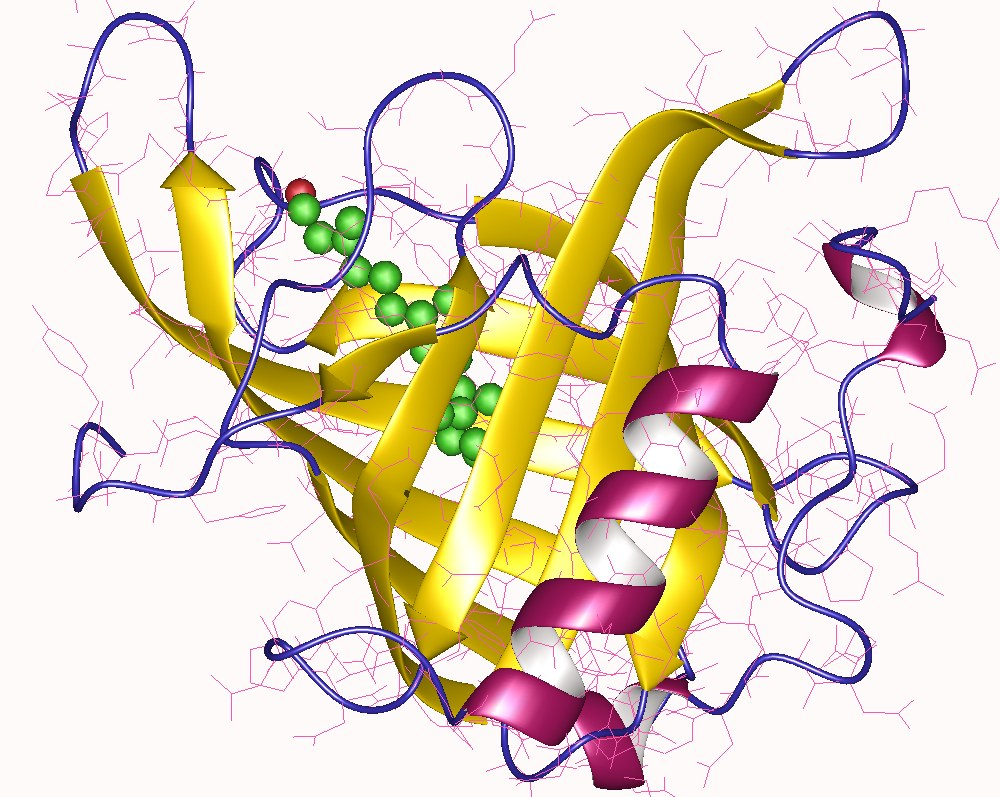
血漿レチノール結合蛋白（RBP4）：緑はレチノール

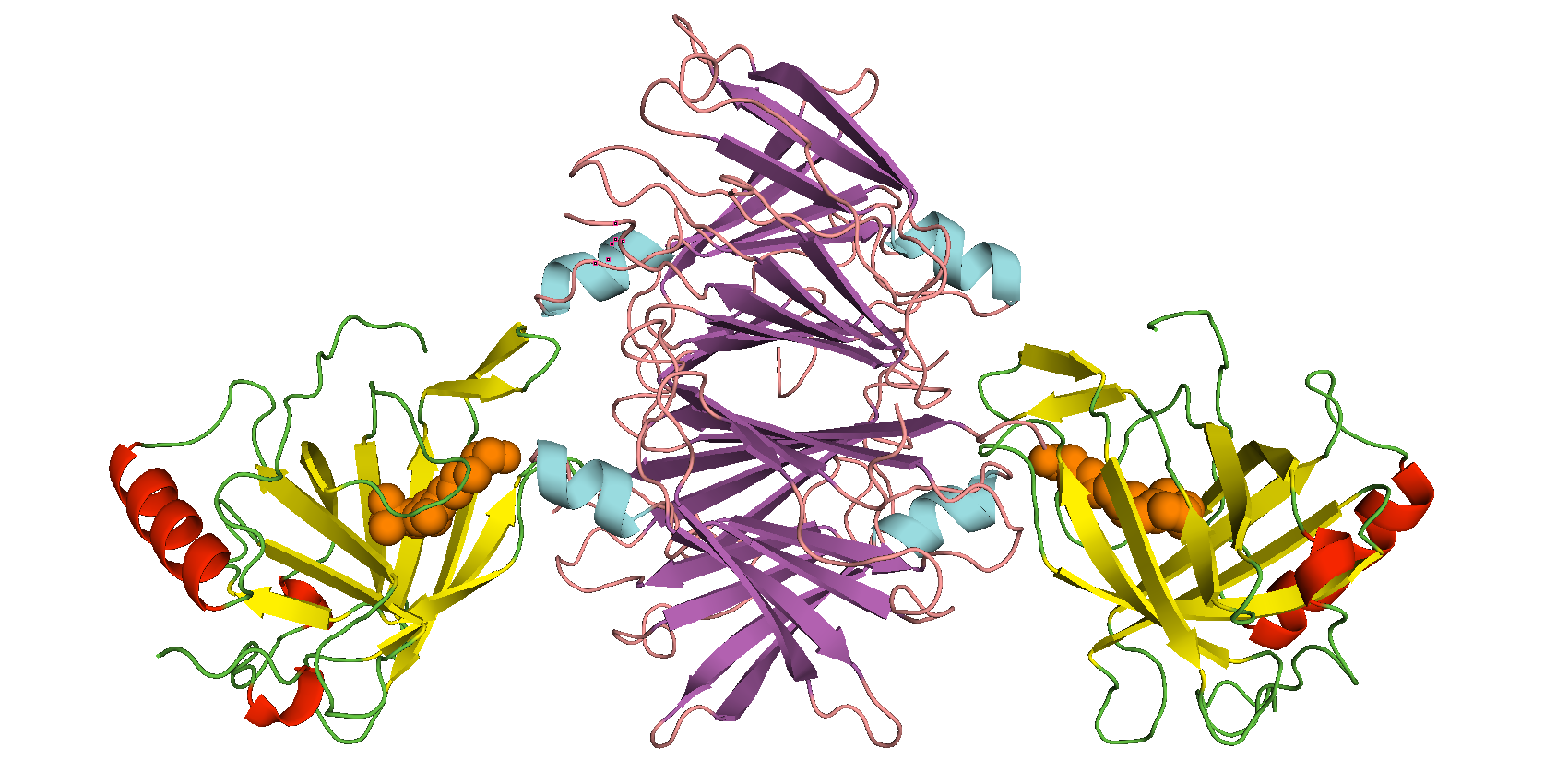
レチノール（オレンジ）に結合したRBP4 (黄色と赤)の、最大2分子（血中では通常1分子）が、四量体のトランスサイレチン（紫と青）と複合体を形成する。

## レチノール結合蛋白4（RBP4）の概要
脂溶性の物質であるレチノール（ビタミンA）を体内で輸送するにはタンパク質と結合して親水性とする必要がある。
レチノールと結合して輸送する蛋白（レチノール結合蛋白群）には作用場所の異なる数種類のタンパク質が知られているが、
血中での輸送を担っているのはレチノール結合蛋白4（RBP4）である。
1968年に金井正光らがレチノールに特異的に結合して輸送する血漿蛋白を発見し、レチノール結合蛋白と命名した。現在でも歴史的経緯から単にレチノール結合蛋白（RBP）と呼ばれることも多い。
また、血液（血漿）中に分泌されるので血漿レチノール結合蛋白（Plasma Retinol-Binding Protein : PRBP）とも表記される。遺伝子はRBP4である。
RBP4は183アミノ酸残基からなる21 kDaのリポカリン（小さな脂溶性分子と結合し輸送する能力をもつ蛋白質のファミリー）である。
RBP4は8本の逆平行βストランドからなるβバレルコアをもつ。この部位は疎水性のレチノール分子と結合するとともに輸送中の酸化を防止する。
RBP4は主に肝臓で産生されて血液中に分泌される。
血中のビタミンAはほぼ全てRBP4に1:1で結合しており、RBP4は、さらにトランスサイレチン四量体に、通常、1:1で結合している。
トランスサイレチンと複合体を形成するのは、腎糸球体から尿にろ過されないよう、分子量を大きくするためとされている。

## 体内でのビタミンAの吸収・貯蔵・輸送

### ビタミンAの小腸からの吸収
ビタミンAは、動物性食品ではレチニルエステル、植物性食品ではβカロチンとして脂肪に溶けて存在している。
摂食後、レチニルエステルは加水分解されてレチノールとなり、βカロチンは2分子のレチナールになる。
これらのビタミンAの小腸からの吸収に関与しているのはCRBP2（細胞内レチノール結合蛋白2、cellular retinol-binding protein 2、遺伝子はRPB2）である。
CRBP2は、脂溶性のレチノールやレチナールと結合して水溶性にし、レチナールのレチノールへの変換、および、レチノールのエステル化（レチニルエステル）を補助する。
生成したレチニルエステルは、カイロミクロンのコアに取り込まれ、リンパ系を経て大循環に入り、肝臓に輸送される。

### ビタミンAの肝臓での貯蔵
小腸からビタミンAを輸送してきたカイロミクロンは、肝細胞のレムナント受容体（アポE受容体）に結合し、取り込まれていたレチニルエステルを肝細胞に供給する。
レチニルエステルは肝細胞で水解されレチノールとなり、細胞内ではCRBP1（細胞内レチノール結合蛋白1 ）と結合し細胞間ではRBP4と結合して星細胞（伊東細胞）に輸送される（CRBP1は、肝細胞をはじめ、広く全身の細胞で発現しており、レチノール代謝の中核的地位を占める。遺伝子はRPB1である）。
肝臓の星細胞（伊東細胞）は体内のビタミンAの貯蔵を担う細胞である。成人では半年分の必要量相当のビタミンAがレチニルエステル（主にレチニルパルミテート）として肝臓に貯蔵されている。

### ビタミンAの肝臓から標的臓器への輸送
肝臓に貯蔵されていたレチニルエステルは水解されてレチノールとなり、RBP4と結合しさらにトランスサイレチンとの複合体を形成して血液中に分泌され、標的臓器（眼、皮膚・粘膜、免疫系、生殖器、など）に輸送される。
肝臓から分泌されるRBP4はレチノールと結合した結合型RBP4（ホロRBP4）である。ビタミンA欠乏状態でもRBP4の合成は行われるが、レチノールと結合していないアポRBP4は肝臓から分泌されない。
標的細胞では、RBP4はRBP4受容体（STRA6、STRA6L）に結合して、標的臓器のCRBP1にレチノールを引き渡す。
CRBP1と結合したレチノールは標的細胞のレチノール代謝酵素の基質となり、例えば、レチノイン酸に変換されてレチノイン酸結合タンパク（CRABP）とともに核内レチノイン酸受容体と結合する。
RBP4は標的組織にレチノールを供給してアポRBP4になった後はトランスサイレチンから解離し、腎臓で糸球体からろ過されて近位尿細管で分解される。RBP4の血中半減期は12時間と短い。

## RBP4の医学的意義
臨床検査においては、RBP4は主に蛋白栄養状態の指標として測定される。

### 蛋白栄養状態の指標
RBP4は血中半減期が12時間程度と短く、食餌から摂取しにくい必須アミノ酸のトリプトファン残基を4つ含むため、
蛋白摂取が不十分であると急速に血中レベルが低下する。タンパク質エネルギー栄養失調症（欠乏症）では血中レベルは半分程度にまで減少しうる。
そのため、RBP4は、
急速代謝回転蛋白質（ラピッドターンオーバープロテイン、rapid turn over protein：RTP）の一つとして、
栄養アセスメントにおいて、蛋白栄養状態の指標として用いられてきた。
RBP4と同様に栄養アセスメントに使用される血中蛋白として、アルブミン（血中半減期は約15日）、トランスサイレチン（プレアルブミン、血中半減期は約2日）、トランスフェリン（血中半減期は7
から10日）があげられる。
半減期の長いアルブミンは比較的長期間の栄養状態を表すのに対し、半減期の短いRBP4、トランスサイレチン、トランスフェリンは急速代謝回転蛋白質（ラピッドターンオーバープロテイン、rapid turn over protein：RTP）として直近の動的栄養状態を反映するとされ、栄養失調の早期の発見や栄養治療の効果の判定に有用と考えられてきた。
しかし、近年は、これらの蛋白の濃度は、栄養状態よりもむしろ炎症を反映している（炎症で低下する）ので、栄養アセスメントには必ずしも適切でないとみなされる傾向にある。

### ビタミンA欠乏症
ビタミンA欠乏症（原因としては、栄養失調、吸収不良症候群、閉塞性黄疸、など）では血中RBP4濃度が低下するので、ビタミンA欠乏症の診断の補助に用いられる。
ただし、他の病態の影響をも受けるので、解釈には注意を要する。

### メタボリックシンドローム
RBP4は過栄養で上昇がみられる（他の栄養指標蛋白であるアルブミン、トランスサイレチン、トランスフェリンは、過栄養でも特に上昇することはない）。
近年は、RBP4とメタボリックシンドロームやインスリン抵抗性の関連が注目されている。RBP4の血中レベルは、インスリン抵抗性および耐糖能異常と相関し、また、長期のRBP4レベル上昇は2型糖尿病のリスクを増やす、と報告されているが、その機序の詳細は解明されていない。肥満者では血中RBP4レベルは上昇しているがレチノールレベルは正常であるとの報告がある。RBP4のほとんどは肝臓で合成されているが、それに次いで脂肪組織、特に内臓脂肪でも合成されており、血中のレチノールと結合していないアポRBP4は内臓脂肪のマーカーの可能性があるとも提唱されている。しかし、現在のところ、RBP4とメタボリックシンドローム等の関係は研究段階であり、臨床的に利用されるには至っていない。

### RBP4が高値を呈する病態
過栄養性脂肪肝では高値となる（前記メタボリックシンドロームの項も参照されたい）。
慢性腎不全では糸球体におけるアポRBP4（レチノールと結合していないRBP）のろ過が減少するため、血中濃度が上昇する。

### RBP4が低値を呈する病態
産生低下
肝硬変などの肝実質障害、および、吸収不良症候群、悪液質、慢性炎症性疾患、などの低蛋白エネルギー栄養状態では、蛋白合成が低下する。
ビタミンA（レチノール）欠乏症
ビタミンA欠乏症ではRBP4の肝細胞から血中への分泌が減少するため、低値を呈する。
代謝亢進
甲状腺機能亢進症、感染症、外傷などでは末梢組織での代謝が亢進するため、RBP4濃度は低下する
。

### RBP4の検査方法
RBPは、静脈血血清を材料として、ネフェロメトリー（免疫比朧法）、ラテックス凝集比濁法、などの免疫学的検査法により測定される。

### RBP4の基準値
基準値は、測定法、施設により異なる。ラテックス凝集比濁法では、男性 2.7から6.0 mg/dL、女性 1.9から4.6 mg/dL、
ネフェロメトリーでは、2.4から7.0 mg/dLとされる。

### RBP4検査の限界
レチノール結合蛋白（RBP4）は、栄養状態のみならず、炎症による減少、肝不全による合成低下、腎不全による上昇、など、さまざまな病態に大きく影響されるため、
結果の解釈には注意を要し、CRPなど他の検査項目とあわせて解釈する必要がある。